# بورجوارد

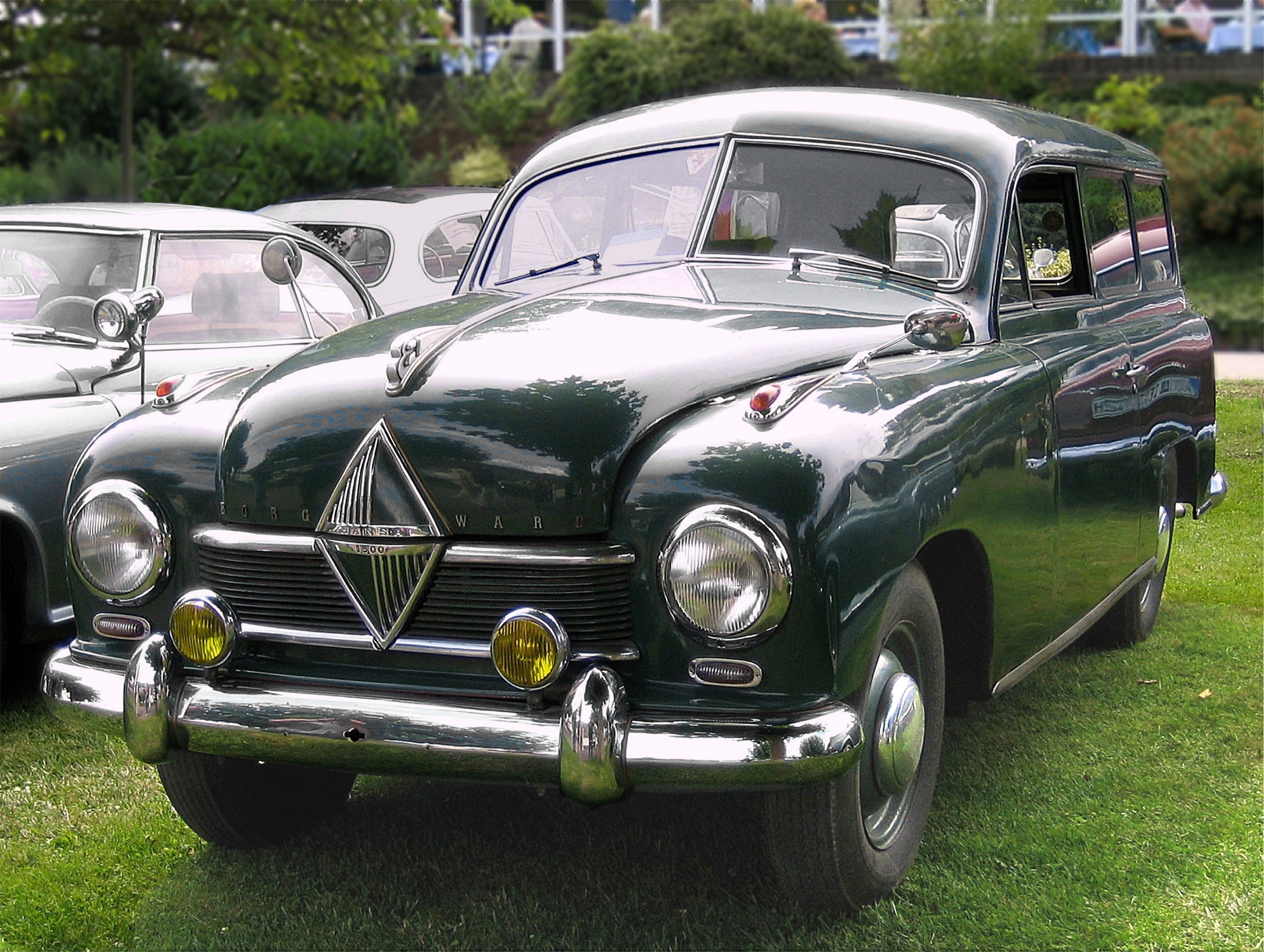
1952 بورجوارد هانسا 1500

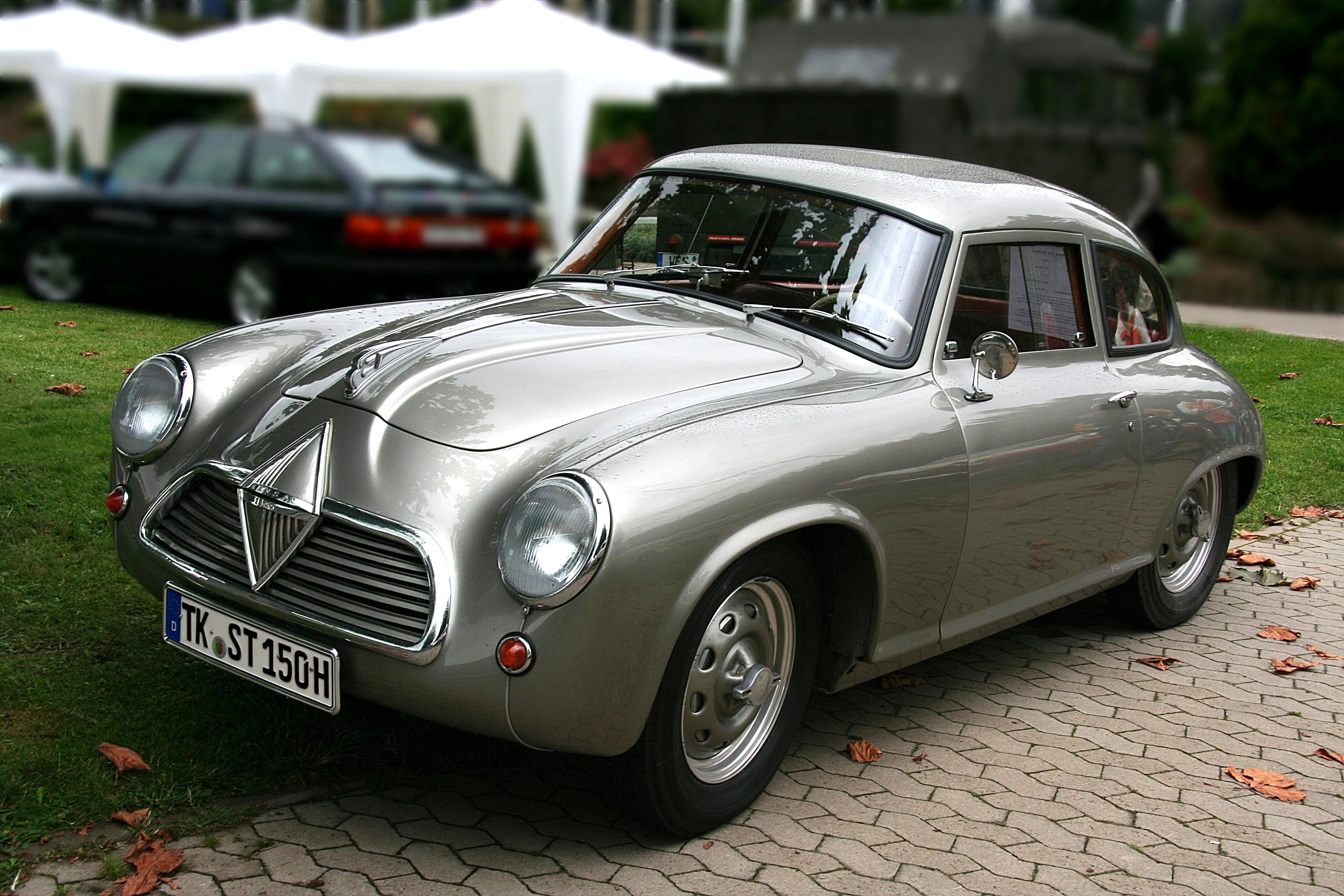
بورجوارد هانسا 1500 سبورت كوبيه (1954)

تأسست شركة بورجوارد لتصنيع السيارات، ومقرها في بريمن، ألمانيا، على يد كارل بورجوارد (1890–1963). أنتجت سيارات من أربع علامات تجارية، تم بيعها لقاعدة عملاء دولية متنوعة: بورجوارد وهانزا وجالوت ولويد. كانت سيارة إيزابيلا التي تنتجها شركة بورجوارد واحدة من أشهر الموديلات الألمانية الشهيرة في الخمسينيات، في حين قدم نموذج لويد ألكسندر / لويد 600 بأسعار معقولة للعديد من سائقي السيارات من الطبقة العاملة. أوقفت المجموعة عملياتها في عام 1961، بعد إجراءات إعسار مثيرة للجدل.
تم إحياء العلامة التجارية في القرن الحادي والعشرين، حيث قامت Borgward Group AG التي تعمل في شتوتغارت بتصميم وتسويق السيارات المصنعة في الصين.

## الطائرات

### المروحيات
- بورجوارد كوليبري